# Comunidad de Cristo
La Comunidad de Cristo, conocida entre 1872 y 2001 como la Iglesia Reorganizada de Jesucristo de los Santos de los Últimos Días, es una denominación conformada por un grupo de iglesias cristianas formadas a partir de la llamada Iglesia de Cristo, fundada a partir de la muerte del estadounidense Joseph Smith en 1844. Su sede se encuentra en Independence, Misuri (Estados Unidos) desde 1920.
La base de su doctrina la constituyen la Biblia y la recopilación denominada Doctrina y Convenios.

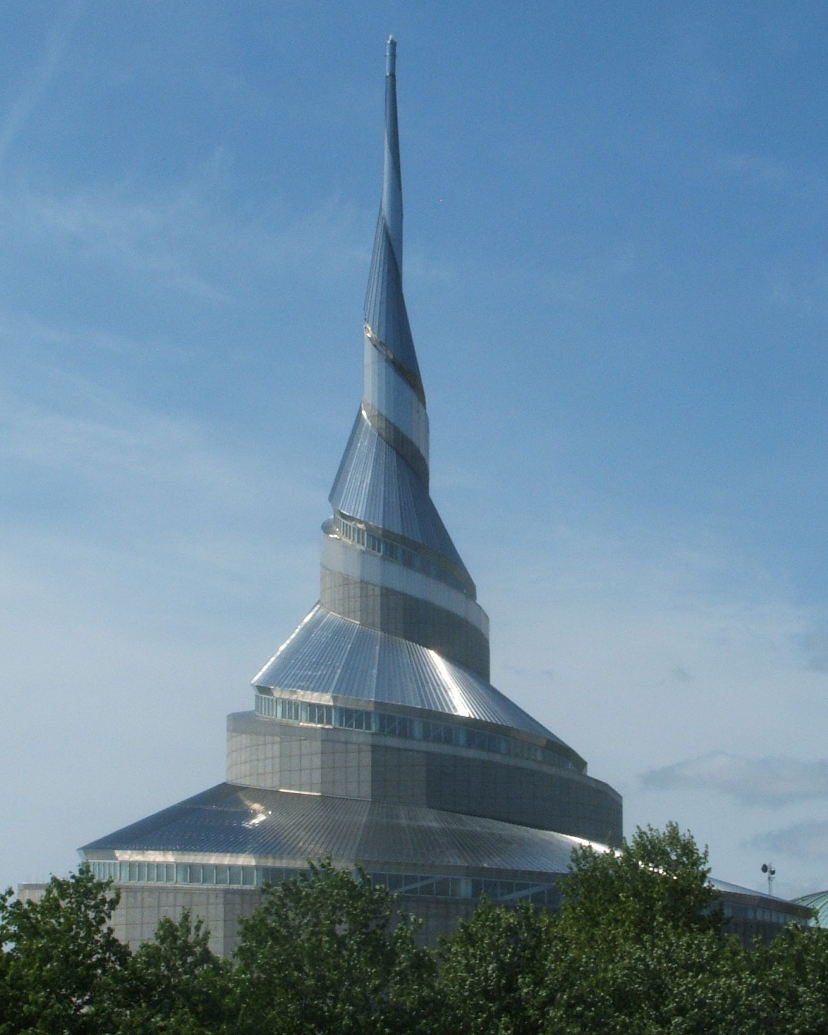
Templo en Independence

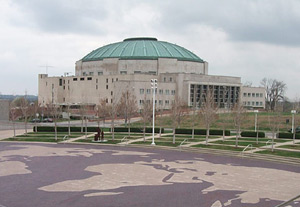
Auditorio en Independence

### Membresía
Actualmente es la segunda denominación Santo de los Últimos Días más numerosa, con aproximadamente doscientos cincuenta mil miembros. Está presente en 60 países y territorios.

### Historia
Hasta 1844, la mayoría de los miembros de la iglesia fundada por Joseph Smith vivía en el estado de Illinois, en la ciudad de Nauvoo, sede de la iglesia de entonces. Joseph Smith y su hermano Hyrum fueron asesinados el 27 de junio de 1844, mientras se encontraban detenidos en una cárcel de Carthage, Illinois. Debido a que Hyrum era el sucesor designado se desató una crisis de sucesión que provocó varios cismas en la iglesia. Varios pretendientes buscaron tomar el liderazgo de la iglesia fundada por Smith. La mayoría de los miembros abandonó Illinois en 1846 para migrar al oeste bajo el liderazgo de Brigham Young.
Muchos miembros, sin embargo, rechazaron el liderazgo de Brigham Young y se quedaron en Illinois. Muchos de los que creyeron que Joseph Smith III era el verdadero sucesor de su padre se unieron a partir de 1852 y en 1860 fundaron la Iglesia Reorganizada de Jesucristo de los Santos de los Últimos Días con Joseph Smith III como presidente. En 1860, la Iglesia contaba con 343 miembros. Las actividades de extensión misionera empezaron en 1863, y en 1880 la iglesia tenía ya diez mil miembros. La primera sede de la iglesia se encontraba en Plano, Illinois, y fue trasladada a Lamoni en Iowa en 1880. A partir de 1920, la sede se encuentra nuevamente en Independence donde fue inaugurado el Auditorio como la central de la iglesia en 1962. El colegio Graceland College fue fundado en Lamoni, Iowa, en 1895. La iglesia tenía 160.000 miembros en 1960.
La ordenación de mujeres fue introducida en 1984. El templo de la Comunidad de Cristo en Independence que fue inaugurado y abierto al público en 1994 sirve de centro de enseñanza, comunicación y administración. Se ubica en el Lote del Templo. El colegio Graceland College fue convertido en una universidad (Graceland University) en 2000.

### Creencias
La fe que la Comunidad de Cristo predica está basada en la Biblia del rey Jacobo, en la Santísima Trinidad. Por eso el bautismo de la Comunidad de Cristo es reconocido por las demás[¿cuál?] iglesias cristianas. La Comunidad de Cristo no cree en el bautismo por los muertos y las demás ceremonias de la Iglesia de Jesucristo de los Santos de los Últimos Días. La Comunidad de Cristo no predica más que el Libro de Mormón es un texto antiguo de origen divino que contenga eventos históricos. Para ser un miembro de la Comunidad de Cristo ya no necesario creer en el Libro de Mormón, ya que a partir de los años 60 del siglo pasado la Comunidad de Cristo se ha distanciado más y más de él. La Comunidad de Cristo no se declara más la única iglesia verdadera, a diferencia de las demás iglesias que surgieron del mormonismo.

### Sacramentos
La Comunidad de Cristo cuenta con los siguientes sacramentos con una imposición de manos: bautismo por inmersión, confirmación, presentación de niño, eucaristía, matrimonio, unción de enfermos, orden y la bendición por un evangelista.